# Punasoo oja
Punasoo oja (även Avinurme oja) är ett vattendrag i Estland. Den är 13 km lång och är ett vänsterbiflöde till Avijõgi. Källan ligger i landskapet Lääne-Virumaa och sammanflödet med Avijõgi vid småköpingen Avinurme i landskapet Ida-Virumaa.